# Шевченківка (Обухівський район)
Шевче́нківка — село в Україні, у Васильківській міській громаді Обухівського району Київської області. Населення становить 350 осіб. Орган місцевого самоврядування — Шевченківська сільська рада.

## Історія

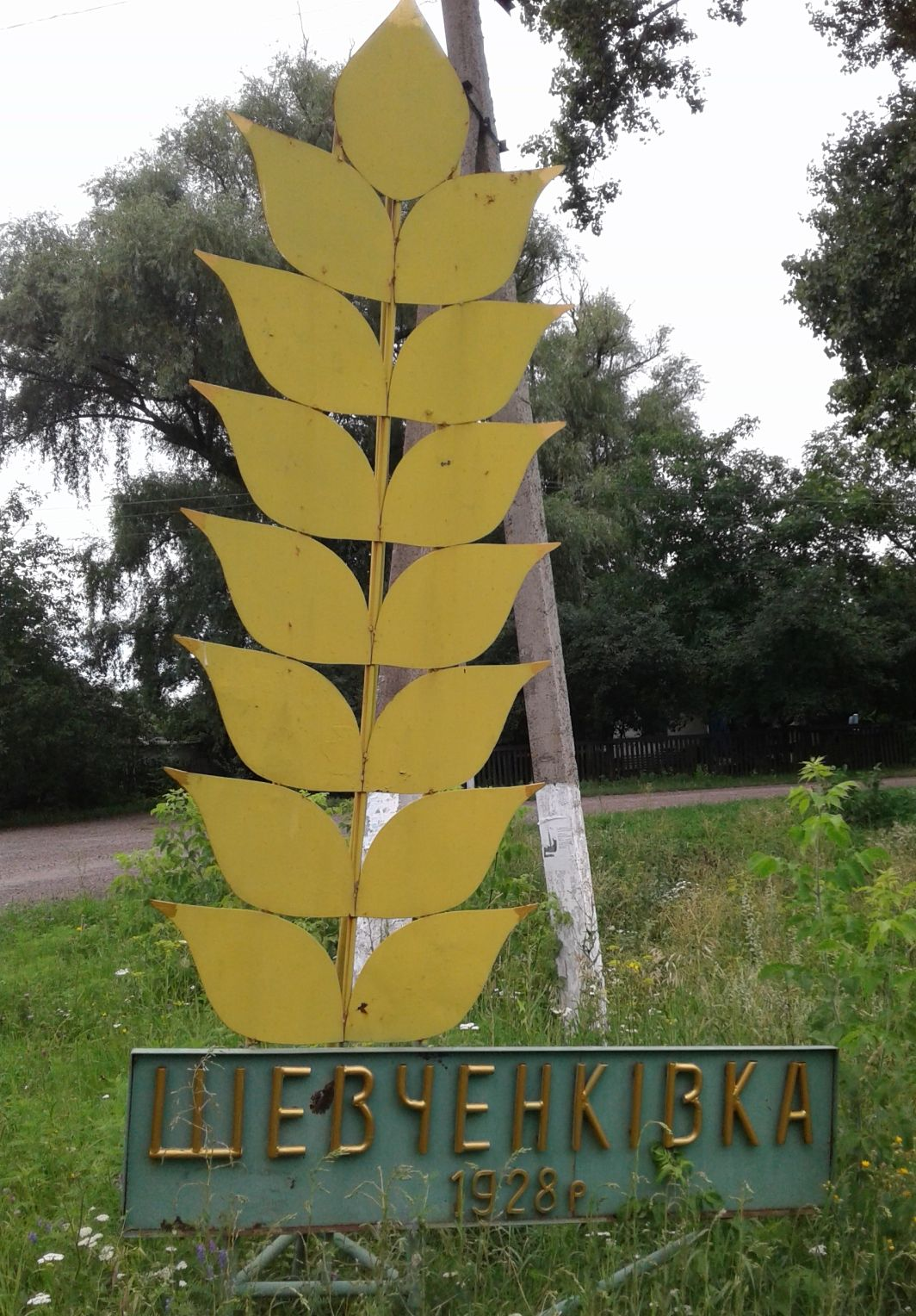
Пам'ятний знак про заснування села Шевченківка

### Виникнення
Історія села починається від 1928 року. (у поштовому відділенні Шевченківки сказали, що село існує з 1926 року) Саме тоді серед необжитого степу виникло три населених пункти: хутір Червоний, село Шевченківка та хутір Червоне Поле. Поселенці — вихідці з навколишніх сіл. В 1930 році тут почали утворюватись колективні господарства. Жителі Червоного об'єдналися в колгосп імені Шевченка, який очолив С. Д. Єременко. Жителі Шевченківки об'єдналися в колгосп «Друга п'ятирічка» на чолі з К. М. Миненком, а жителі Червоного Поля створили колгосп імені 15-річчя ВЛКСМ, який очолив Л. С. Ясненко. Головою сільської Ради був Ф. К. Волошин.
Крайовий історик Микола Таран з селища Гребінок вважає, що всі три хутори існували й раніше. На його думку, хутори були засновані в кінці XVII століття. Є дві версії:
1. Хутори заснували козаки, що оселилися там за часів Богдана Хмельницького;
2. Після поділу Польщі, коли Київ і більша частина нинішнього Васильківського району дісталися Росії, селянам, що втекли від поляків, дозволили селитися в слобідках, які потім перетворились на хутірці.

### Голодомор в Україні 1932-1933
Василь Каленикович Тромса з села Шевченківки розповідає: 
«Голод почався весною 1933 року, як посадили картоплю. Але хто ходив у колгосп на роботу, то одержував 200 грамів хліба з різної суміші і раз на день — обід. Підтримав багатьох і лісник з Макіївки Войленко „який запрошував з половини косити сіно, а лісництво мало хліб, то ділилося із косарями і годувало їх двічі. А в жнива вродив хліб, то видавали в колгоспі на трудодень по 6 кілограмів. Масово люди не мерли. Можливо, так і було в одному із сіл-відділків Шевченківки, але центральна її садиба, тобто Степ, яка налічувала 120 хат, після 33-го року мала їх лише 43. Решта вимерла.“

Розповідає 75-річний Семен Минович Баришполь: 
„Перед тим страшним роком я вчився в Києві, вечорами ходив підробляти на фабрику. Але невдовзі кинув і повернувся додому. Почав працювати в колгоспі. Якраз орали, і всім видавали в день по 200 грамів якоїсь перебитої крупи. Мати одержувала їх у коморі, варила куліш — ото й уся їжа. Звичайно, в кого сім'я була велика, куліш не рятував. Працював з нами на оранці Лука Гуйда. Покинув коні і пішов обідати, та більше не вийшов у поле. Побігли до нього, але знайшли на півдорозі мертвого, навіть додому не дійшов. А в хаті жінка й діти лежали вже пухлі від голоду. Згодом я вчився у Василькові і щодня ходив додому пішки. І завжди обабіч шляху бачив мертвих, їх згодом підбирали. А коли висохло і ходив полем навпростець, то біля стежок також лежали мертві, аж травою поросли. Здоровіших посилали копати ями на цвинтарі і звозити із села померлих. Іноді вивозили цілі сім'ї, а ями копали в запас. Почалося найстрашніше. Помер з голоду Самійло Іапран, а його жінка вбила дитину, порубала, склала в горшки і поставила в піч варити. За цим застали її працівники сільської ради, хотіли віддати до суду, але вона втекла із села і десь загинула, бо була вже пухла.“
Незважаючи на масову загибель людей, продовжувалось розкуркулення. За завданням „зверху“ сільські активісти забирали по хатах не тільки зерно, крупи, а й картоплю. Звозили підводою до комори, а тоді машиною — в район. Розкуркулювали за таким принципом: записався в колгосп — не чіпали; не записався, хоч в сім'ї четверо дітей і ні волів, ні корови не мав,— забирали все до нитки. Частину виселяли, а деяких лишали дома, але без сорочки в запас!».

### Друга світова війна
Окремої розмови заслуговує і подвиг обслуги гармати старшого сержанта Я. Г. Агафонова. В ніч на 13 листопада 1943 року німці вели артилерійсько-мінометний обстріл села Шевченківка та під прикриттям вибухів снарядів з направлення північно-західна околиця села Шевченківка увійшли до тилу наших частин, групою із 17 танків і піхотою.
Обслуга гармати вступила в бій з ворожими танками та піхотою біля Шевченківки, які прагнули пробитися крізь наші стрілецькі з'єднання і вийти на Київ. Прицільним вогнем навідник гармати М. М. Крилов підбив три ворожі машини. Осколок снаряду поранив мужнього воїна. Невдовзі з обслуги залишився тільки командир. Він і продовжував вести вогонь. Фашисти так і не змогли просунутись вперед. За цей подвиг Я. Г. Агафонову та М. М. Крилову було присвоєно звання Героя Радянського Союзу.

### Епоха після Другої Світової Війни
Після Другої Світової Війни колгосп ім. Шевченка за багатьма показниками був найкращим у районі. На початку 1970-х років господарство було об'єднано із тростинським.
До 1992 року у селі діяла школа. З 1 вересня 1992 року її було закрито.

## Наш час
У селі діє поштове відділення, фельдшерсько-акушерський пункт, 1 магазин. На території сільської ради діють 5 сільськогосподарських підприємств.